# Amphoe Si Nakhon
Amphoe Si Nakhon (Thai: อำเภอ ศรีนคร) ist ein Landkreis (Amphoe – Verwaltungs-Distrikt) im Osten der Provinz Sukhothai. Die Provinz Sukhothai liegt in der Nordregion von Thailand.

## Geographie
Benachbarte Landkreise (von Südwesten im Uhrzeigersinn): die Amphoe Sawankhalok und Si Satchanalai der Provinz Sukhothai, sowie Tron und Phichai der Provinz Uttaradit.

## Geschichte
Si Nakhon wurde am 20. Januar 1976 zunächst als Unterbezirk (King Amphoe) eingerichtet, bestehend aus den zwei Tambon Si Sakhon und Nakhon Doet des Amphoe Sawankhalok. Am 13. Juli 1981 erhielt Si Nakhon den vollen Amphoe-Status.

## Verwaltung

### Provinzverwaltung
Der Kreis ist in fünf Kommunen (Tambon) eingeteilt, die sich weiter in 49 Dörfer (Muban) unterteilen.
| Nr. | Name           | Thai      | Dörfer | Einw.  |
| --- | -------------- | --------- | ------ | ------ |
| 1.  | Si Nakhon      | ศรีนคร     | 10     | 06.459 |
| 2.  | Nakhon Doet    | นครเดิฐ    | 11     | 05.517 |
| 3.  | Nam Khum       | น้ำขุม      | 10     | 05.493 |
| 4.  | Khlong Maphlap | คลองมะพลับ | 10     | 06.115 |
| 5.  | Nong Bua       | หนองบัว    | 08     | 03.023 |

### Lokalverwaltung
Si Nakhon (เทศบาลตำบลศรีนคร) ist eine Kleinstadt (Thesaban Tambon) im Bezirk. Sie besteht aus Teilen des gleichnamigen Tambon.
Es gibt außerdem fünf „Tambon Administrative Organizations“ (TAO, องค์การบริหารส่วนตำบล – Verwaltungs-Organisationen) für die Tambon im Landkreis, die zu keiner Stadt gehören.